# Victoria (rzeka)
Victoria (ang. Victoria River) – rzeka w Australii, w zachodniej części Terytorium Północnego. Jest najdłuższą rzeką Terytorium Północnego, ma 560 km długości, a powierzchnia jej dorzecza wynosi 70 090 km². Wypływa na niskich piaszczystych wzgórzach, na północ od miejscowości Lajamanu. Górny bieg rzeki, okresowo wysychający, przepływa przez jedne z największych australijskich terenów hodowli bydła. Rzeka płynie w kierunku północnym i północno-zachodnim przez pustynne, pagórkowate tereny. Uchodzi do Zatoki Józefa Bonapartego na Morzu Timor, tworząc estuarium o szerokości do 25 km, przechodzące w zatokę Queens Channel. Główne dopływy to rzeki West Baines, Wickham, Gordon, Armstrong i Camfield. Średni roczny przepływ wody w rzece wynosi około 200 m³/s. Podczas pory deszczowej, od grudnia do lutego/marca, rzeka jest pełna wody; w porze suchej, od kwietnia/maja do listopada, znacznie wysycha, a jej koryto dzieli się na odosobnione plosa (rozlewiska). Jest żeglowna na odcinku 150 km od ujścia. Została odkryta w 1839 roku przez Johna Clementsa Wickhama ze statku HMS Beagle i nazwana na cześć królowej Wiktorii, która została koronowana w 1837 roku.